# Gigantengrab von Furrighesu

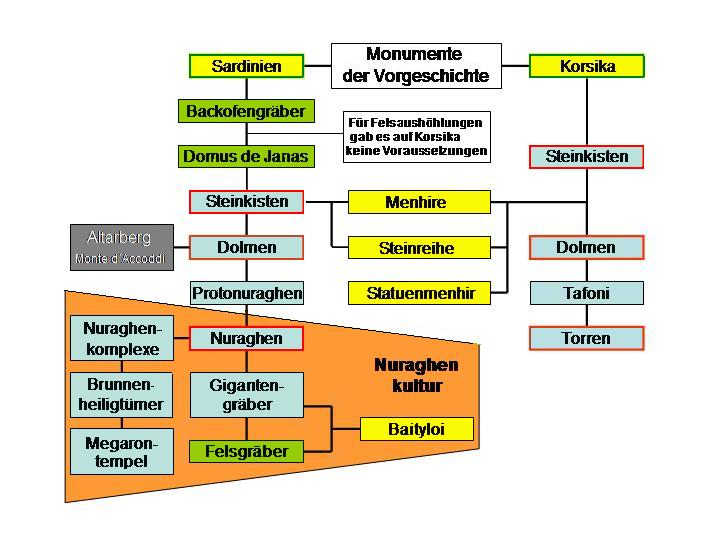
Typenreihe sardisch-korsischer Monumente

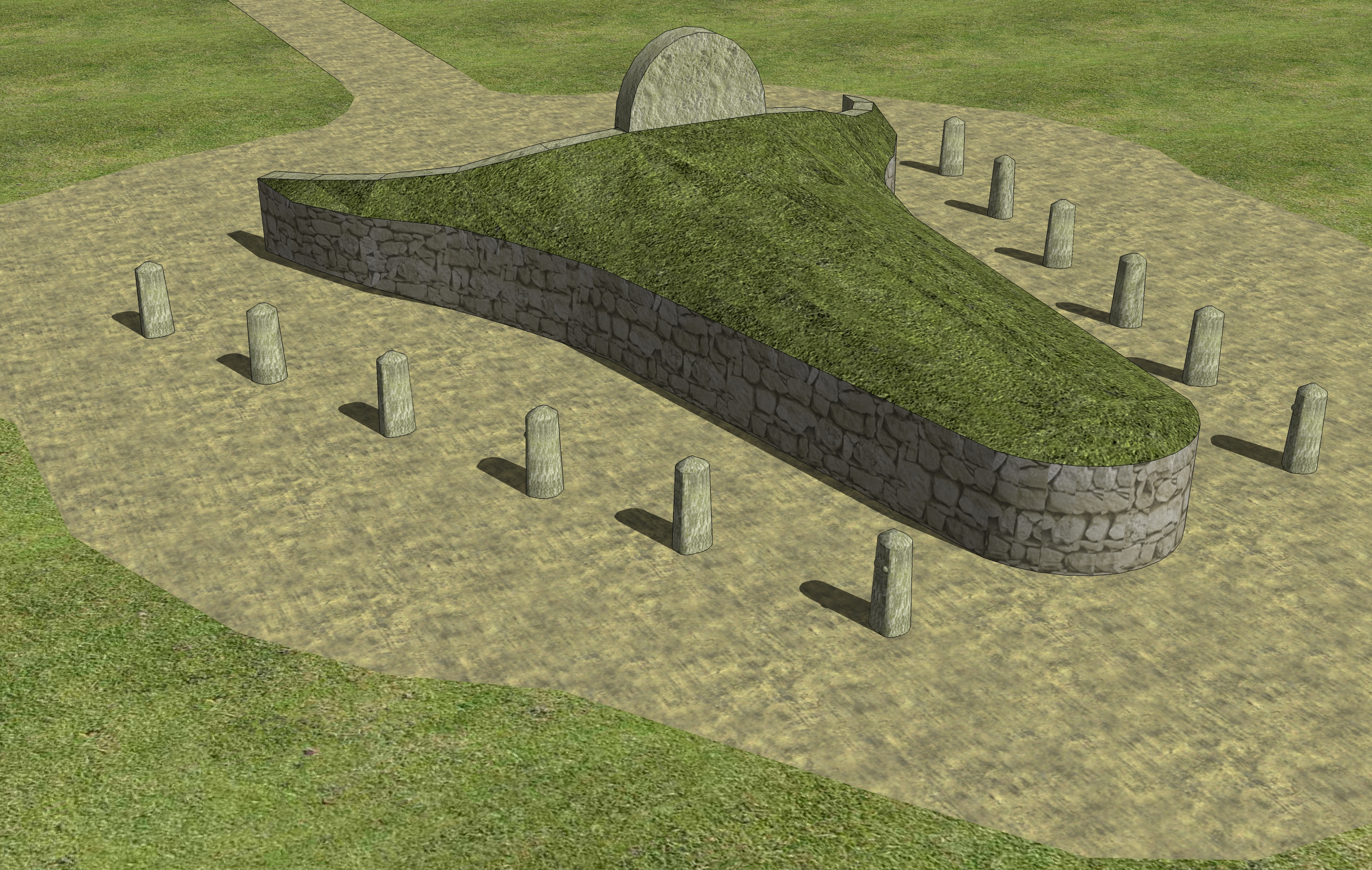
Gigantengrab in der charakteristischen Form des „Stierkopfes“ - Modell

Das Gigantengrab von Furrighesu liegt westlich von  Sindia und nördlich der „SS129bis“ (Straße) in der Provinz Nuoro auf Sardinien.
Die in Sardu Tumbas de sos zigantes und auf Italienisch Tombe dei Giganti genannten Bauten zählen europaweit zu den spätesten Megalithanlagen. Das Gigantengrab stammt aus der mittleren bis späten Bronzezeit. Die 321 bekannten Gigantengräber sind Monumente der bronzezeitlichen Bonnanaro-Kultur (2.200–1.600 v. Chr.), die Vorläuferkultur der Nuraghenkultur ist.
Es ist nicht zu verwechseln mit den Domus de Janas von  Su Furrighesu bei Ittireddu.
Baulich treten Gigantengräber in zwei Varianten auf. Einmal mit Portalstelen, ähnlich wie bei Li Lolghi und Coddu Vecchiu. Anlagen wie Muraguada oder Madau sind dagegen nicht mit zentralen Stelen versehen. Furrighesu gehört zur Kategorie der Gigantengräber mit Quader-Exedra und rechteckigem Zugang. Bei Madau wurde die Exedra aus Blocksteinen auf einer umgestürzten Portalstele errichtet, was die Abfolge klarlegt.
Das Gigantengrab hatte von oben gesehen die charakteristische Form eines  „Stierkopfes“. Die nur partiell erhaltene Exedra ist am rechten Flügel (Länge 4,85 m, Höhe 1,94 m), mit vier Blöcke in situ, besser erhalten, während der linke Flügel nur zwei Steine in situ hat und die anderen am Boden liegen. Die nach Süden gerichtete rechteckige Kammer hat eine Länge von 5,45 m, eine Breite von etwa 1,0 m, eine Höhe von 1,6 m und hinten eine Apsis. Ihre Seitenwände sind aus fünf Lagen von Orthostaten hergestellt und leicht nach innen geneigt. Die Kopfseite der Kammer im Zentrum der Exedra besteht aus vier Blöcken und dem leicht trapezoiden Zugang. In der Nähe liegen weitere Blöcke.
In der Nähe gibt es Reste einer Nuraghe und eines neolithischen Dolmens.